# Wiktoriwka (obwód chmielnicki)
Wiktoriwka (ukr. Вікторівка, pol. hist. Wiktorówka) – wieś na Ukrainie, w obwodzie chmielnickim, w rejonie czemerowieckim.